# Phytotoma rara
Phytotoma rara là một loài chim trong họ Cotingidae.